# SAP (progiciel)
Pour les articles homonymes, voir SAP.

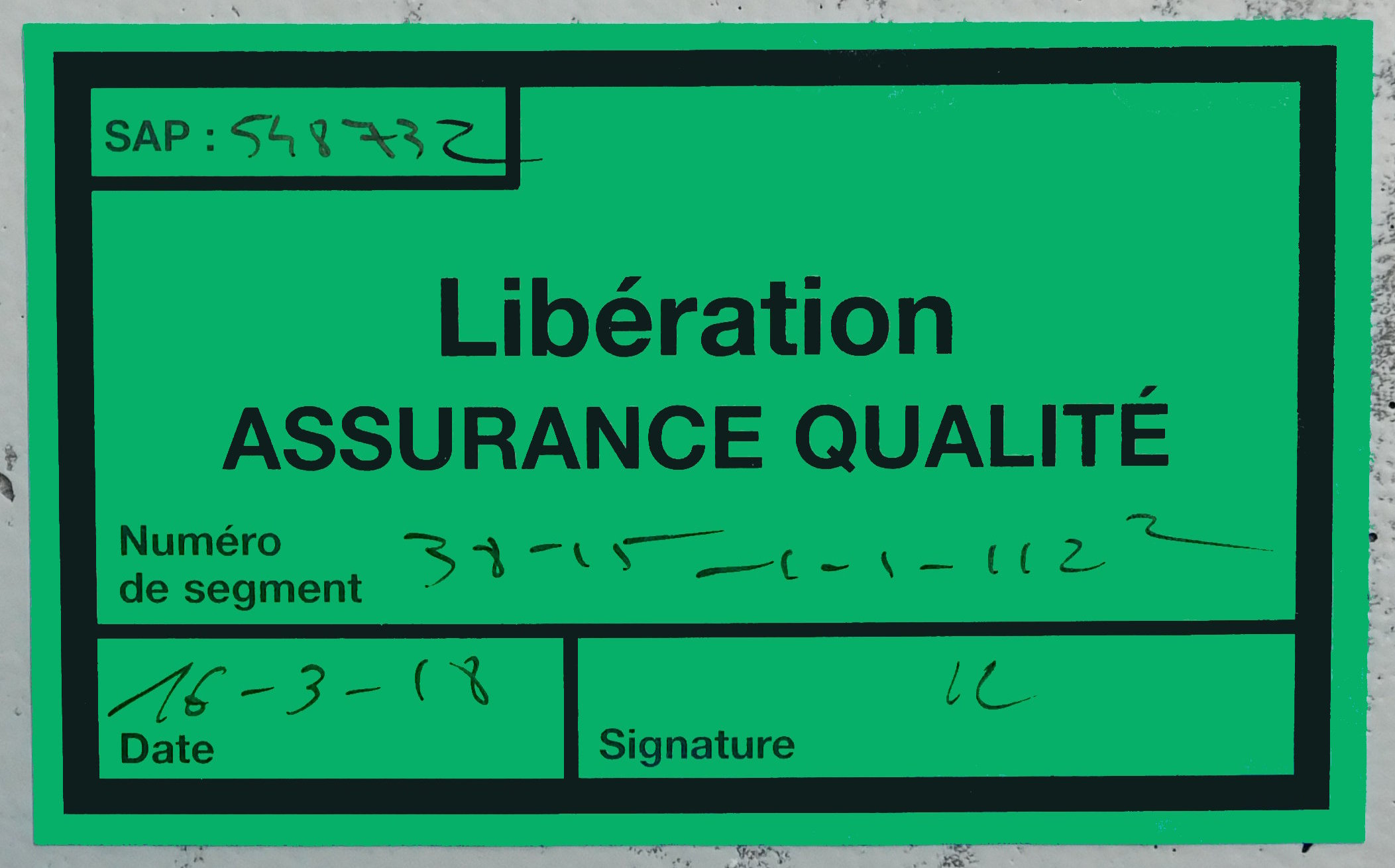
Référence SAP d'un article sur une étiquette verte d'assurance qualité fournisseur.

SAP (en anglais : Systems, Applications and Products for data processing et en allemand : Systeme, Anwendungen und Produkte in der Datenverarbeitung) est par abus de langage le nom utilisé pour désigner un progiciel de gestion intégré développé et commercialisé par l'éditeur de ce produit (SAP AG).
Le nom exact du progiciel a été plusieurs fois modifié au fur et à mesure de l'évolution des versions et des plateformes technologiques :
- R/1 puis R/2 (architecture mainframe) ;
- R/3 (apparition de l'architecture client-serveur, versions 2.1 à 4.6C) ;
- R/3 Entreprise (dit aussi version 4.70) ;
- ECC ou ERP Central Component (versions 5.0 puis 6.0) ;
- S/4HANA (à partir de 2015)[2]. Cette version se décline en une version en mode SaaS : S/4HANA Cloud.

En parallèle de l'évolution du produit, la société SAP a utilisé plusieurs terminologies commerciales pour désigner son offre telles que mySAP.com, mySAP ERP ou mySAP Business Suite.
Les logiciels SAP reposent aujourd'hui sur une architecture technique commune appelée SAP NetWeaver  dont le principal composant est le Web AS (Web Application Server).
Un progiciel de gestion intégré (ERP) peut être défini comme un système dans lequel les différentes fonctions de l'entreprise (comptabilité, finances, production, approvisionnement, marketing, ressources humaines, qualité, maintenance, etc.) sont reliées entre elles par l'utilisation d'un système d'information centralisé sur la base d'une configuration client/serveur.
La mise en œuvre d'un système complètement intégré permet de répondre de manière précise et en temps réel aux questions du type : « Que se passe-t-il si je décide de faire ceci ? ». Par exemple, si une entreprise reçoit une commande de marchandises, il est possible de savoir presque instantanément les conséquences de cette demande sur les capacités de production, sur les besoins d'approvisionnement, sur le personnel nécessaire pour accomplir cette tâche, sur les délais requis pour satisfaire cette demande, sur les besoins de financement, sur la profitabilité de cette opération, etc.
Les modules sont les composants fonctionnels du système SAP ERP. On peut distinguer trois familles de modules fonctionnels : logistique, gestion comptable et ressources humaines. En parallèle, SAP a développé une offre sur la mise en conformité réglementaire par rapport aux exigences de développement durable.
La société SAP a également étendu les fonctionnalités de son logiciel pour couvrir les processus propres à chaque secteur d'activité et l'a décliné en 23 solutions qui sont : TCERP, Aérospatiale et défense, Automobile, Banque, Produits chimiques, Biens de consommation, Bâtiment et Travaux Publics, Services financiers, Santé (établissements de soin), Enseignement supérieur et recherche, Haute technologie, Équipement industriel, Assurances, Industrie des médias, Industrie textile, Industrie minière, Pétrole et gaz naturel, Industrie pharmaceutique, Services professionnels, Administration et secteur public, Commerce de détail et distribution, Prestations de services, Télécommunications, Production, transport et distribution d’énergie.

## Logistique

### Module MM
Le module MM (material management) ou module Achat concerne la gestion des articles d'un point de vue achats et gestion des stocks. Y sont intégrées des notions telles que :
- MM-CBP : calcul des besoins, des réapprovisionnements (MRP, material requirements planning)
- MM-PUR : gestion des achats
  - demandes d'achat
  - commandes d'achat de biens
  - contrats, programmes de livraison, appels d'offres, offres
- MM-SRV : gestion des achats de services
- MM-IM : gestion des stocks
  - entrées, sorties, transferts de stocks
  - valorisation des stocks en intégration avec le module FI
- MM-IV : contrôle des factures des fournisseurs
- MM-PI : inventaire physique

### Module PP
Le module PP (production planning) concerne la gestion de la production. Y sont intégrées des notions telles que :
- la planification de la production
- le calcul des besoins (MRP I)
- PIC, PDP, MRP II
  - plan industriel et commercial : prévision des ventes (au niveau entreprise)
  - plan directeur de production : prévision de la production (au niveau usine)
  - calcul des besoins et des ressources (hommes et machines)
- planification des capacités
- contrôle de la fabrication
- suivi de la production
- calcul du coût de revient
- gestion des nomenclatures
- gestion des gammes

### Module SD
Le module SD (Sales and Distribution) concerne l'administration des ventes. Y sont intégrées des notions telles que :
- la gestion des appels d'offres
- les offres
- les contrats
- les commandes clients
- les expéditions et livraisons
- la facturation
- système d'information commercial
- les remises en nature
- détermination des prix
- schéma partenaire et rôle partenaire
- la gestion des prix par produit (exemple : 2 000 € par produit, 1 800 € si on en commande dix)

### Autres modules
- QM : gestion de la qualité (Quality Management)
  - Planification de la qualité
  - Plan d'inspection
  - Contrôle qualité, documentation, inspection
  - Certificats qualité (entrée / sortie de marchandises)
  - Gestion des réclamations qualité (avis QM)
    - Réclamations fournisseurs
    - Réclamations clients
    - Réclamations internes
- PM : gestion de la maintenance (Plant Maintenance)
  - Description du référentiel technique, postes techniques et équipements
  - Maintenance préventive et curative
  - Gestion des demandes d'intervention
  - Traitement des ordres de maintenance
  - Gestion des confirmations d'achèvements
  - Gestion des historiques
  - Gestion des coûts de maintenance
  - Gestion des réparations avec re-valorisation des articles
- CS : gestion des services (Customer Services)
  - Le module CS couvre les fonctions du module PM en y ajoutant la gestion des services.
- PLM : gestion de cycle de vie des produits (Product Life-cycle Management)
  - Gestion de l'environnement
  - Gestion des risques (transport de matière dangereuse, étiquetage de produits dangereux) : EH&S
  - Gestion des données liées à l'hygiène industrielle
- LE-TRA : gestion des transports entrants et sortants
  - Gestion des transports
  - Gestion des frais de transports
- LE-WM : Warehouse Management
  - Gestion globale des entrepôts
- LO-HU : Handling Unit Management
  - Gestion des unités de manutention

## Gestion comptable

### Module FI
Le module FI (financial ou comptabilité financière) contient toutes les écritures des ventes et achats, lesquelles se déversent dans la comptabilité générale via la comptabilité client ou fournisseur.
- FI-GL : comptabilité générale (general ledger)
- FI-AR : comptabilité clients (accounts receivable)
- FI-AP : comptabilité fournisseurs (accounts payable)
- FI-BL : comptabilité bancaire (bank accounting)
- FI-AA : comptabilité des immobilisations (asset accounting)
- FI-TR : gestion de trésorerie et comptabilité bancaire
- FI-TV : gestion des déplacements (travel)
- FI-FM : comptabilité budgétaire (funds management)
- EC-CS : consolidations

### Module CO
Le module CO (controlling) concerne le contrôle de gestion.

#### CO-OM: contrôle des frais généraux
- CO-OM-CEL : comptabilité des natures comptables
- CO-OM-ACT : gestion des types d'activités
- CO-OM-STA : gestion des ratios statistiques
- CO-OM-CCA : comptabilité analytique des centres
- CO-OM-ABC : activity-based costing
- CO-OM-OPA : ordres de frais généraux
- CO-OM-PRO : projets de frais généraux
- CO-OM-IS : système d'information

#### CO-PC: contrôle des coûts par produits
- CO-PC-PCP : calcul du coût de revient par produit
- CO-PC-OBJ : calcul analytique des supports de coûts
- CO-PC-ACT : CCR réel / ledger articles
- CO-PC-IS : système d'information du contrôle des coûts de produit

#### CO-PA: compte de résultat et analyse par segment de marché
Le module CO-PA est un module de contrôle de gestion. Il permet de faire une analyse du compte de résultat par segment de marché. Ce module permet de récupérer les coûts provenant des différents objets analytiques pour pouvoir les analyser sous différentes dimensions. C’est principalement un outil d’analyse qui est basé sur les composantes de valeurs et non sur les comptes comptables. Ce n’est donc pas un outil comptable.
Une autre fonctionnalité de CO-PA est la construction budgétaire. Ce module permet aussi de prébudgéter les ventes et le résultat.
Pour certaines données prébudgétées, une copie des données existantes est réalisée et ces données sont projetées dans le futur, revalorisées, corrigées manuellement et distribuées suivant la méthode top-down jusqu’à l’obtention d’un prébudget des ventes et du résultat.

#### EC-PCA: comptabilité des centres de profits
Le module EC-PCA est un module de comptabilité par centre de profit. Il permet de présenter des éléments bilantiels et des comptes de résultat complets par centre de profit. Le bilan complet par centre de profit est géré par le new ledger (dans le module FI à partir de la version ECC5).

### Module PS (transverse)
Le module PS (project systems) concerne la gestion des projets.
- Structuration des projets
- Suivi de coûts et budgets
- Planning et calendrier
- Planification des capacités
- Intégration avec PM, PP, CO et IM
- Système d'information
- Interface avec MS Project et Excel

### Autres modules
- Trésorerie et gestion financière (TR, treasury) :
  - gestion des flux de trésorerie
  - gestion des paiements
- Gestion des investissements financiers (IM, investments management)
- Maintenance préventive et curative
- Traitement des ordres de maintenance
- Gestion des confirmations d'achèvements
- Gestion des historiques
- CATS (cross application time sheet) : feuille de saisie des temps permettant de lier différents modules (PS, HR, CO, etc.)
- EDI (electronic data interchange)
- TM (travel management) : gestion des déplacements professionnels (avances, notes de frais)
- PI (Process Integration) : intégration des processus métiers entre systèmes SAP et non-SAP, gestion des flux de données.

## Ressources Humaines

### Module HR
Human resources
PA : données de base personnel
- PA-BEN : gestion de la rémunération
- PA-EMP : gestion des employés
- PA-INW : primes d'intéressement
- PA-PAY : gestion de la paie
- PA-TIM : suivi du temps de travail
- PA-TRV : suivi des frais de déplacement

PD : gestion des compétences
- PD-OM : gestion de la structure HR de l'entreprise
- PD-PD : suivi des carrières
- PD-RPL : planification des réservations de salle
- PD-SCM : gestion des séminaires et conférences
- PD-WFP : gestion de la workforce
- PB : recrutement de personnel
- ESS : employee self-service (accès intranet pour les employés)
- MSS : manager self-service
- TEM : gestion des formations et évènements
- TNM : training needs management
- LSO : learning solution

## Governance, risk, and compliance (développement durable)
Cette offre de SAP vise la mise en conformité réglementaire dans le cadre de la gestion des risques, et permet d'intégrer les critères de développement durable dans le système d'information d'entreprise.

## Caractéristiques
SAP ERP est multi-fonctionnel. Ses modules couvrent l'ensemble des fonctions de gestion de l'entreprise et chaque module couvre des besoins complets de gestion.
SAP ERP est flexible. On peut installer tous les modules fonctionnels, ou seulement quelques-uns. SAP ERP est entièrement paramétrable et s'adapte ainsi aux besoins et à la structure de l'entreprise. Enfin, grâce à son environnement de développement, SAP ERP peut être adapté à des besoins spécifiques (développements en langage ABAP).

### Le moteur de base de données de SAP
Les anciennes versions de SAP étaient indépendantes de la base de données, et pouvaient être installées et configurées pour fonctionner avec les principaux SGBD du marché comme Microsoft SQL Server, Oracle, ou IBM DB/2.
À partir de 2011 les équipes de SAP, conjointement avec les chercheurs de l'Institut Hasso-Plattner développent une technologie appelée HANA, dont la principale caractéristique est une architecture en-mémoire (« in-memory » en anglais) dans le but de pouvoir traiter de très gros volumes de données. En 2015 cette technologie est complètement intégrée à la suite applicative S/4 HANA.

## Coût
Malgré une politique de revue de leurs prix, SAP facture une licence d'origine SAP R/3 v4.7 : 4 000 € par utilisateur. Les prix peuvent varier entre 2 500 et 5 000 € suivant le module et la version désirée. Le coût unitaire de formation par un consultant SAP est d'environ 850 €/journée.[réf. nécessaire]